# Orleans (New York)
Orleans è un comune degli Stati Uniti d'America, situato nello stato di New York, nella contea di Jefferson.